# 屠击 (郑国)
屠击，屠氏，名击，春秋时期郑国大夫。
前526年（周景王十九年、鲁昭公十六年、郑定公四年），郑国大旱，郑国君臣派屠击、祝款、竖柎祭祀桑山。结果他们三人，砍去了山上的树木，天还是不下雨。子产说：“祭祀山神，应当养护山中林木，现在反而砍去山上的树木，他们的罪过很大。”于是将其三人剥夺官爵和封邑。